# اتحاد الصناعات العسكرية الكوبية
اتحاد الصناعات العسكرية ( UIM ) ، الإسبانية : Unión de Industrias Militares ) هو المجمع الصناعي العسكري المملوك للدولة في كوبا . وهي مسؤولة عن إصلاح أسلحة وتكنولوجيا الوحدات البرية والجوية والبحرية للقوات المسلحة الثورية الكوبية ، وكذلك إنتاج الأسلحة الخفيفة للمشاة والذخيرة والألغام وغيرها من المعدات. يخصص أيضًا جزءًا من قدرته الإنتاجية والخدمية لخدمة المتطلبات الأخرى اقتصاد كوبا.  بحلول عام 1996 ، كان حوالي 30 ٪ من مسؤولياتها للقطاع المدني.  اعتبارًا من عام 2013 ، يستخدم 67 موقعًا في كوبا  يسيطر على حوالي 230 مصنعًا وشركة. 

## منتجات
- مامبي عمرو
- بندقية اليخاندرو

## روابط خارجية
- صفحة الصناعة العسكرية الكوبية على موقع حكومة كوبا